# 汉古县

所在位置

汉古县，是巴基斯坦开伯尔－普赫图赫瓦省西部的一个县。总面积1,097平方公里(423.6 sq mi)，总人口314,529(1998),人口密度为287人/km2 (743.3/sq mi)。县治位于汉古。

## 行政区划
汉古县分为2个选区。